# Peter Lax
Peter David Lax (1926 -) là nhà toán học Hoa Kỳ gốc Hungary. Nghiên cứu của ông không những có giá trị trong phân ngành toán thuần túy mà còn được ứng dụng rộng rãi trong thủy khí động lực.
Sinh ra tại Budapest, nhưng đến năm 1941, Lax theo gia đình di cư sang Hoa Kỳ. Năm 1949, ông bảo vệ luận án tiến sĩ dưới sự hướng dẫn của Kurt Friedrichs.
Năm 1950, Lax đến Los Alamos, New Mexico. Mặc dù thời gian ở lại đây không lâu nhưng đã giúp Lax hình thành quan điểm nghiên cứu: làm việc theo nhóm, không chỉ những nhà toán học với nhau mà còn với những chuyên gia ngành khác; và tạo ra sản phẩm cụ thể chứ không chỉ là các định lý.
Phần lớn sự nghiệp nghiên cứu của ông là ở Viện Courant, nơi ông giữ vai trò Giám đốc (từ 1972 - 1980). Các đóng góp của Lax về soliton, entropy và sóng sốc đều được coi là điển hình. Ngoài ra, tên ông còn xuất hiện trong nhiều phương pháp số, như lược đồ Lax-Wendroff, lược đồ Lax-Friedrich, định lý Lax-Milgram, định lý tương đương Lax, và định lý Lax-Livermore.
Lax giữ cương vị chủ tịch Hội toán học Hoa Kỳ (AMS) từ năm 1977 đến 1980. Ông còn là tác giả của nhiều cuốn sách về không gian hàm, đại số tuyến tính, giải tích, và phương trình vi phân riêng. Mặc dù vậy, theo ông cuốn sách về giải tích dày hơn 1.000 trang do ông và vợ biên soạn rất khó đọc đối với sinh viên.

## Giải thưởng
Ngày 18 tháng 3 năm 2005, Lax nhận giải Abel nhờ những đóng góp về "lý thuyết và ứng dụng của phương trình vi phân riêng và phương pháp giải". Ông là người thứ tư vinh dự được nhận giải thưởng này.

## Giải trí
Ngoài thời gian nghiên cứu, Lax còn đọc thơ. Ông tìm thấy tương đồng về sự cô đọng trong các công thức toán và thơ haiku. Môn thể thao ưa thích của Lax là quần vợt, ông thường đánh đôi quần vợt với con trai và các cháu của mình.